# 아메데오 디 사보이아아오스타 공작 (1898년)
아메데오 디 사보이아아오스타 공작(Amedeo di Savoia-Aosta, 1898년 10월 21일 ~ 1942년 3월 23일)은 아오스타의 제3대 공작이자 이탈리아 왕 비토리오 에마누엘레 3세의 사촌이다. 제2차 세계 대전 중에는 이탈리아 동아프리카 총독(아프리카 오리엔탈레 이탈리아나 또는 AOI)을 역임했다.